# Santa Rosa (metrostation)
Het station Santa Rosa van Lijn 9 van de Metro van Barcelona geeft aansluiting op de wijk Santa Rosa de gemeente Santa Coloma de Gramenet.
Het station werd op 19 september 2011 geopend in een eerder gebouwd lijngedeelte tussen Fondo en Can Peixauet. De enige ingang ligt in Avinguda dels Banús op de kruising met Carrer d'Irlanda. De perrons zijn 108 meter lang en liggen in dubbeldekkerprofiel onder mekaar, met het laagste niveau op 44 m. onder het straatniveau. Het station, en het perron, is toegankelijk via roltrappen en een lift. Het gebied rond het station onderging een opknapbeurt na de opening waarbij een nieuw plein werd gecreëerd, het station is nu gelegen op dit nieuwe plein Plaza de Santa Rosa.
Lijn 9 Zuid
Aeroport T1 · Aeroport T2 · Mas Blau · Parc Nou · Cèntric · El Prat Estació · Les Moreres · Mercabarna · Parc Logístic · Fira · Europa-Fira · Can Tries - Gornal · Torrassa · Collblanc · Zona Universitària
Lijn 9 Noord
La Sagrera · Onze de Setembre · Bon Pastor · Can Peixauet · Fondo · Santa Rosa · Església Major · Singuerlín · Can Zam